# World Heart Federation
De World Heart Federation is een internationale non-gouvernementele organisatie die zich bezighoudt met de preventie en behandeling van hart- en vaatziekten. Ruim 100 nationale organisaties zijn aangesloten bij de World Heart Federation. De organisatie is gevestigd in Genève.

## Geschiedenis
De oorsprong van de World Heart Federation ligt in twee organisaties: de International Society of Cardiology (opgericht in 1946) en de International Cardiology Federation (opgericht in 1970). Deze twee organisaties fuseerden in 1978 onder de naam International Society and Federation of Cardiology (ISFC). In 1998 veranderde de ISFC zijn naam in World Heart Federation.